# Condado de Nash
O Condado de Nash é um dos 100 condados do estado americano da Carolina do Norte. A sede do condado é Nashville, e sua maior cidade é Rocky Mount. O condado possui uma área de 1 406 km² (dos quais 6 km² estão cobertos por água), uma população de 87 420 habitantes, e uma densidade populacional de 62 hab/km² (segundo o censo nacional de 2000). O condado foi fundado em 1777.